# Alex Tachie-Mensah
Alex Tachie-Mensah (Accra, 15 febbraio 1977) è un ex calciatore ghanese, di ruolo attaccante.

## Carriera
È stato convocato ai mondiali 2006 con la nazionale ghanese.